# تورستن شميت (مجدف)
تورستن شميت (بالألمانية: Thorsten I. Schmidt)‏ هو أحيائي ألماني، ولد في 14 أكتوبر 1978 في بون في ألمانيا.

## وصلات خارجية
- تورستن شميت على موقع الاتحاد الدولي للتجديف (الإنجليزية)
- تورستن شميت على موقع اللجنة الأولمبية الدولية (الإنجليزية)
- تورستن شميت على موقع أوليمبيديا (الإنجليزية)